# Araucaria mirabilis
Araucaria mirabilis és una espècie extinta de conífera de la família Araucariaceae, que va viure al Juràssic fa uns 200 milions d'anys. El gènere Araucaria estava present en bona part del gran continent Gondwana. Aquesta planta era l'aliment de bona part dels dinosaures herbívors. S'ha trobat fossilitzada, entre altres llocs, al bosc petrificat de Cerro Cuadrado, a la Patagònia argentina.